# Bergamini-Klasse (1962)
Die Bergamini-Klasse, auch als Rizzo-Klasse bezeichnet, war eine Schiffsklasse von vier Leichten Fregatten, welche Ende der 1950er- und Anfang der 1960er-Jahre für die italienische Marine gebaut wurden. Die als Geleitschiffe für die U-Boot-Jagd entwickelten Fregatten waren die ersten Einheiten, die mit Hubschrauberlandedeck und Hangar für Bordhubschrauber gebaut wurden.

## Geschichte
Die italienische Marine begann 1953 mit der Erprobung von Hubschraubern. Im folgenden Jahr landete erstmals ein Hubschrauber vom Typ AB 47 auf dem modifizierten Deck des Kreuzers Garibaldi. Auf der Grundlage dieser Erprobungen und der Erfahrungen mit den Mitte der 1950er-Jahre gebauten Fregatten der Centauro-Klasse wurde die Bergamini-Klasse entwickelt, deren vier Einheiten zunächst als schnelle Korvetten, bei der Indienststellung dann als leichte Fregatten klassifiziert wurden. Sie verdrängten rund 1.500 Tonnen. Auffallend war, dass sie kein rund zulaufendes Schiffsheck mehr hatten, sondern ein Spiegelheck, wie es auch bei heutigen Kriegsschiffen noch üblich ist. Das Hubschrauberdeck reichte nicht bis zum Heck, da dort zunächst noch ein 76-mm-Geschütz platziert war. Im Jahr 1969 wurde bei den vier Schiffen dieses Geschütz wieder ausgebaut, weil das Flugdeck wegen der Einführung größerer Hubschrauber vom Typ AB 204 (später AB 212) verlängert werden musste. Das Teleskophangar wurde bei Bedarf weiterhin über Teile des Flugdecks gezogen.

## Schiffe der Klasse
Zwei Schiffe der Klasse wurden Anfang der 1980er-Jahre außer Dienst gestellt, die übrigen beiden Anfang der 1990er-Jahre, nachdem sie davor kurz in Reserve geblieben waren. Benannt waren die Fregatten nach vier Soldaten der Königlich Italienischen Marine: Admiral Carlo Bergamini, Hauptbootsmann Virginio Fasan, Kapitän zur See Carlo Margottini und Fregattenkapitän Luigi Rizzo.
| Kennung | Name             | Bauwerft                                           | Kiellegung    | Stapellauf      | Indienststellung  | Außerdienststellung |
| ------- | ---------------- | -------------------------------------------------- | ------------- | --------------- | ----------------- | ------------------- |
| F593    | Carlo Bergamini  | Cantieri Riuniti dell’Adriatico (CRDA), Monfalcone | 19. Juli 1959 | 16. Juni 1960   | 23. Juni 1962     | November 1981       |
| F594    | Virginio Fasan   | Navalmeccanica, Castellammare di Stabia            | 6. März 1960  | 9. Oktober 1960 | 10. Oktober 1962  | 7. Dezember 1988    |
| F595    | Carlo Margottini | Navalmeccanica, Castellammare di Stabia            | 26. Mai 1957  | 12. Juni 1960   | 5. Mai 1962       | 31. Mai 1988        |
| F596    | Luigi Rizzo      | Navalmeccanica, Castellammare di Stabia            | 26. Mai 1957  | 6. März 1960    | 15. Dezember 1961 | 30. November 1980   |

## Nachfolger
Konzeptioneller Nachfolger der Bergamini-Klasse ist die Alpino-Klasse. Die Namen der vier ehemaligen Schiffe der Bergamini-Klasse tragen derzeit vier italienische FREMM-Fregatten. Letztere werden nach ihrem italienischen Typschiff auch als Bergamini-Klasse (oder Rinascimento-Klasse) bezeichnet.